# Juillé, Deux-Sèvres

Juillé este o comună în departamentul Deux-Sèvres, Franța. În 2009 avea o populație de 105 de locuitori.